# Замьянский сельсовет
Замьянский сельский совет — муниципальное образование в составе Енотаевского района Астраханской области, Российская Федерация. Административный центр — село Замьяны.

## Географическое положение
Сельсовет расположен в южной части Енотаевского района. С юга сельсовет граничит с землями Наримановского района. Граница проходит в северо-западном направлении на протяжении 9225 м, поворачивает на северо-восток и проходит в степной зоне 8396 м, пересекая автодорогу Астрахань — Москва, и идёт по пойменным землям на протяжении 1445 м, пересекая ерик Ички-Барге вдоль посёлка Береговой. Далее граница выходит на реку Волга, пересекая её, и выходит к первоначально точке.

## Население
| 2010  | 2012  | 2013  | 2014  | 2015  | 2016  | 2017  |
| ----- | ----- | ----- | ----- | ----- | ----- | ----- |
| 2007  | ↘2005 | ↗2024 | ↘1996 | ↘1993 | ↘1982 | ↘1959 |
| 2018  | 2019  | 2020  | 2021  |       |       |       |
| ↘1931 | ↘1891 | ↘1879 | ↗1964 |       |       |       |

Этнический состав населения — русские — 1428 чел, казахи — 360 чел, чеченцы — 182 чел, татары — 15 чел, азербайджанцы, даргинцы — 10 чел, немцы — 3 чел, калмыки, узбеки — 2 чел, башкиры, белорусы, литовцы, украинцы — 1 чел.

## Состав
В состав сельсовета входят следующие населённые пункты:
| Населённый пункт    | Население, человек (2013) |
| ------------------- | ------------------------- |
| Замьяны, село       | 1524                      |
| Прибрежный, посёлок | 112                       |
| Новострой, посёлок  | 415                       |

## Объекты социальной сферы
Здравоохранение в сельсовете представлено Замьянской врачебной амбулаторией и фельдшерско-акушерским пунктом п. Новострой, образование — МБОУ «Замьяновская средняя общеобразовательная школа» и «Новостроевская общеобразовательная школа», культура и досуг — Замьянским центром казачьей культуры «Дар» и филиалом МУЗЦКК «Дар» Новостроевский «Сельский Дом культуры».